# Pakistanische Badmintonmeisterschaft 1954
Die Pakistanische Badmintonmeisterschaft 1954 fand in Karatschi statt. Es war die zweite Austragung der nationalen Meisterschaften von Pakistan im Badminton.

## Titelträger
| Disziplin    | Sieger                     |
| ------------ | -------------------------- |
| Herreneinzel | Shamshad Ali               |
| Dameneinzel  | Marie Therese Braganza     |
| Herrendoppel | Shamshad Ali Irshad Ahmed  |
| Damendoppel  | Gloria Kondo Purnima Paul  |
| Mixed        | G. A. Kapadia Gloria Kondo |